# Теклемаріам Шанко
Теклемаріам Шанко Балча (амх. ተክለማርያም ሻንቆ; нар. 2 січня 1998, Бату, Ефіопія) — ефіопський футболіст, воротар клубу «Сідама Коффі» та національної збірної Ефіопії.

## Клубна кар'єра
Свою футбольну кар'єру розпочав у клубі «Аддис-Абеба Сіті». У сезоні 2015/2016 дебютував у Прем'єр-лізі Ефіопії. У 2017 році перейшов до «Авасса Сіті», а в 2019 році став гравцем «Ефіопіан Коффі», з яким став віце-чемпіоном Ефіопії 2020/21. У 2021 році став гравцем «Сідама Коффі».

## Кар'єра в збірній
У 2016 році грав за молодіжну збірну Ефіопії в кваліфікації молодіжного Кубку африканських націй 2017 року. Входив до складу національної збірної на кваліфікацію АФКОН 2021 року. Отримав виклик для участі в Кубку африканських націй 2021 року. На вище вказаному турнірі зіграв три матчі: з Кабо-Верде (0:1), з Камеруном (1:4) та з Буркіна-Фасо (1:1).

## Статистика виступів

### Клубна
| Дата       | Місто       | Господарі   | Результат | Гості        | Турнір                                    | Голи | Примітки |
| ---------- | ----------- | ----------- | --------- | ------------ | ----------------------------------------- | ---- | -------- |
| 10-12-2017 | Какамега    | Ефіопія     | 1 – 1     | Уганда       | Кубок КЕСАФА 2017 - 1°-й раунд            | -1   |          |
| 2-9-2018   | Аваса       | Ефіопія     | 1 – 1     | Бурунді      | товариський матч                          | -1   | 46'      |
| 25-10-2020 | Аддис-Абеба | Ефіопія     | 1 – 3     | Замбія       | товариський матч                          | -    | 46'      |
| 6-11-2020  | Аддис-Абеба | Ефіопія     | 2 – 2     | Судан        | товариський матч                          | -2   |          |
| 13-11-2020 | Ніамей      | Нігер       | 1 – 0     | Ефіопія      | Відбір до Кубка африканських націй 2021   | -1   |          |
| 17-11-2020 | Аддис-Абеба | Ефіопія     | 3 – 0     | Нігер        | Відбір до Кубка африканських націй 2021   | -    |          |
| 17-3-2021  | Бахр-Дар    | Ефіопія     | 4 – 0     | Малаві       | товариський матч                          | -    |          |
| 24-3-2021  | Бахр-Дар    | Ефіопія     | 4 – 0     | Мадагаскар   | Відбір до Кубка африканських націй 2021   | -    | 36'      |
| 30-3-2021  | Абіджан     | Кот-д'Івуар | 3 – 1     | Ефіопія      | Відбір до Кубка африканських націй 2021   | -3   |          |
| 26-8-2021  | Бахр-Дар    | Ефіопія     | 0 – 0     | Сьєрра-Леоне | товариський матч                          | -    |          |
| 3-9-2021   | Кейп-Кост   | Гана        | 1 – 0     | Ефіопія      | Відбір до ЧС 2022                         | -1   | 46'      |
| 11-11-2021 | Совето      | Ефіопія     | 1 – 1     | Гана         | Відбір до ЧС 2022                         | -1   | 87'      |
| 14-11-2021 | Хараре      | Зімбабве    | 1 – 1     | Ефіопія      | Відбір до ЧС 2022                         | -1   |          |
| 9-1-2022   | Яунде       | Ефіопія     | 0 – 1     | Кабо-Верде   | Кубок африканських націй 2021 - 1-й раунд | -1   |          |
| 13-1-2022  | Яунде       | Камерун     | 4 – 1     | Ефіопія      | Кубок африканських націй 2021 - 1-й раунд | -4   |          |
| Усього     |             | Матчів      | 15        |              | Голів                                     | -16  |          |